# Norra Sorsele revir
Norra Sorsele revir var ett skogsförvaltningsområde inom Skellefteå överjägmästardistrikt och Västerbottens län, som omfattade av Sorsele socken de avvittrade områdena norr om Vindelälven liksom de oavvittrade markerna till Storvindeln och Vindelälvens övre lopp. Reviret, som var indelat i fyra bevakningstrakter, omfattade 118 660 hektar allmänna skogar (1920), varav två kronoparker med en areal av 80 017 hektar.